# Gao (by i Mali)
 For alternative betydninger, se Gao. (Se også artikler, som begynder med Gao)
Gao er en by i det østlige Mali, beliggende ved Nigerflodens bred. Byen har (pr. 2005) et indbyggertal på ca. 58.000. Gao blev grundlagt i 600-tallet og var tidligere hovedstad i Songhai-Imperiet.